# Uki-Otoshi
Uki-Otoshi (projection en coup de vent (ou flottante), en japonais : 浮落) est une technique de projection du judo. Uki-Otoshi est le 8e mouvement du 4e groupe du gokyo. Uki-Otoshi est un mouvement du Nage-no-kata.

## Terminologie

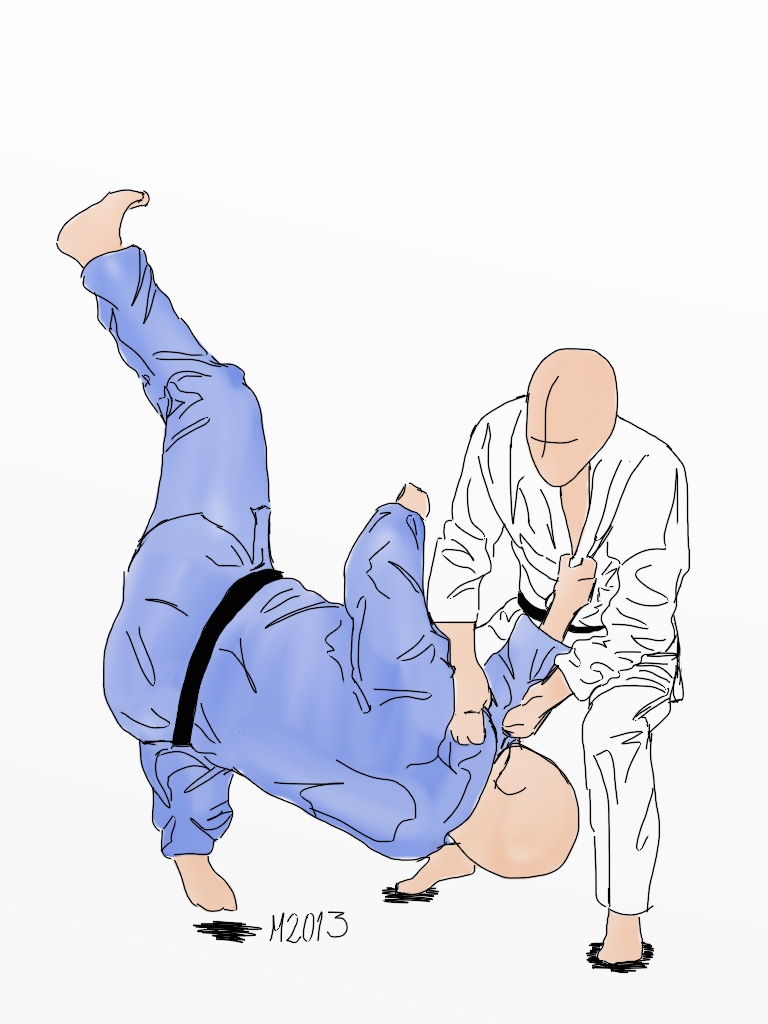
Exécution Uki-Otoshi

- Uki :  flotter
- Otoshi :  tombé

## Description technique
Tori ("celui qui saisit" et donc qui exécute la technique) et Uke ("celui qui reçoit" la technique) sont face à face en judogi. Ils se saisissent l'un l'autre en décroisé, les mains positionnées pouces vers le haut. Une main est placée pouce à l'intérieur du judogi sous le revers et les quatre autres doigts placés à l'extérieur sur le revers fermant la saisie. L'autre entièrement à l'extérieur du judogi sur le côté extérieur de la manche saisie par le milieu.
Tsukuri et Kuzushi doivent être exécutés simultanément par Tori :
- reculer le pied côté manche par un grand pas en arrière
- fléchir le pied côté manche
Kuzushi et Kake doivent être exécutés simultanément par Tori :
- tirer la manche vers le haut et l'avant de Uke
- lâcher le revers de Uke
Kake : Tori termine la technique en ramenant le bras vers le bas puis vers lui afin de permettre à Uke de s'enrouler par-dessus le bras
Ukemi : Uke exécute une chute avant.